# Thaumatobactron
Thaumatobactron is een geslacht van Phasmatodea uit de familie Phasmatidae. De wetenschappelijke naam van dit geslacht is voor het eerst geldig gepubliceerd in 1929 door Günther.

## Soorten
Het geslacht Thaumatobactron omvat de volgende soorten:
- Thaumatobactron granulosa Hennemann & Conle, 1997
- Thaumatobactron guentheri Hennemann & Conle, 1997
- Thaumatobactron harmani Hennemann & Conle, 1998
- Thaumatobactron mayri Günther, 1930
- Thaumatobactron poecilosoma Günther, 1929
- Thaumatobactron spinosissima Hennemann & Conle, 1998
- Thaumatobactron unicolor Hennemann & Conle, 1998